# Bengt Arkö
Bengt Olof Arkö, född 3 augusti 1921 i Västerås, död 16 oktober 2013 i Sofia församling, Stockholm, var en svensk målare, tecknare och teckningslärare.
Han var son till disponenten Ernst Arkö och Ester Jäderlund och från 1949 gift med Hélène Laparra. Arkö avlade teckningslärarexamen 1946, han studerade konst vid Konsthögskolan i Stockholm 1944-1949 och under studieresor till Italien och Frankrike. Separat ställde han ut på Galerie Æsthetica i Stockholm 1951 och han deltog i ett flertal samlingsutställningar bland annat i God konst i hem och samlingslokaler, Konst för freden och Unga tecknare på Nationalmuseum och i Liljevalchs vårsalong. Bland hans offentliga utsmyckningar märks ett antal väggmålningar i olika skolor samt dekorativ utsmyckning av hotell Malmen. Hans konst består av cirkusartister, fotbollsspelare,  människor i udda miljöer i olja eller akvarell samt teckningar, grafik och freskplattor. Arkö är representerad med en blyertsteckning vid Moderna museet, Kalmar konstmuseum och i Gustav VI Adolfs samling.